# Vilhelms Munters
Gothards Vilhelms Nikolajs Munters (deutsch: Wilhelm Munter, auch Wilhelm Munters; Russisch: Вильгельм Николаевич Мунтерс; * 13. Julijul. / 25. Juli 1898greg. in Riga; † 10. Januar 1967 ebenda) war ein lettischer Staatsmann und Diplomat und von 1936 bis 1940 Außenminister der Republik Lettland.

## Leben
Vilhelms Munters wurde in Riga als Wilhelm Munter geboren. Sein Vater war Nikolaus Munter (lettisch: Nikolajs Munters), die Mutter Karolina Auguste Ulrika (geb. Klein). Beide stammten aus deutschbaltischen Familien Estlands. 1939 registrierten sich seine Mutter und Schwester für die Umsiedlung der Deutschbalten nach Deutschland. Im Jahre 1915 absolvierte Munters die Kaufmannsschule der Stadt Riga und trat in die Fakultät der Chemie im Rigaer Polytechnischen Institut ein.

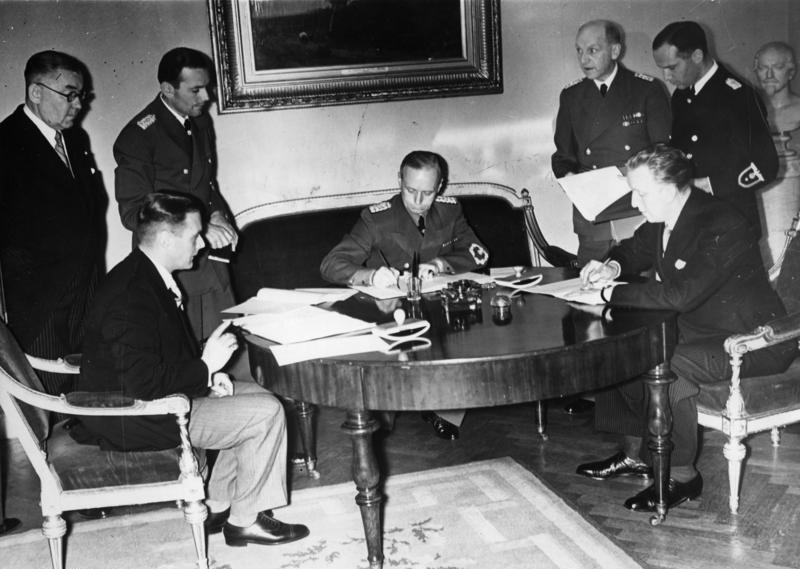
Munters (links) mit Ribbentrop und Selter beim Unterzeichnen des Nichtangriffspaktes 1938

1917 wurde er in der russischen Armee eingezogen. Als Offiziersschüler in St. Petersburg erlebte er die Oktoberrevolution, kämpfte gegen die Bolschewiki und war kurzzeitig im Gefängnis. Nach seiner Rückkehr ins Baltikum trat er am 24. Juni 1919 nach der Schlacht bei Cēsis in die estnische Armee ein und war an den Kämpfen gegen die Baltische Landeswehr und die Rote Armee beteiligt. Am 17. Oktober 1920 erhielt er seinen Abschied und beendete sein Studium bis 1925.
Munter sprach fließend Lettisch, Estnisch, Deutsch und Russisch. Ab 1920 machte er Karriere im lettischen Außenministerium. Nach dem Staatsstreich vom 15. Mai 1934 von Kārlis Ulmanis führte er praktisch die Geschäfte des Außenministeriums. Von 1936 bis 1940 war er auch offiziell Außenminister.
Er nahm unmittelbar an den Verhandlungen des Nichtangriffspaktes zwischen Deutschland und Lettland und des sogenannten Gegenseitigen Hilfsabkommens mit der Sowjetunion (Oktober 1939) teil. Außerdem war er Vertreter Lettlands beim Völkerbund.
Am 16. Juli 1940, nach der sowjetischen Besetzung des Baltikums, wurde Munters nach Woronesch deportiert, wo er an einer Pädagogischen Hochschule die deutsche Sprache unterrichtete. Einige Male wandte er sich an Anastas Mikojan mit der Bitte, für ihn beim Volkskommissariat für Außenhandel eine Arbeit zu finden. Außerdem verfasste er detaillierte Berichte über seine Zeitgenossen für Geheimdienstchef Lawrenti Beria.
Nach dem deutschen Überfall auf die Sowjetunion wurde er verhaftet und ins Gefängnis nach Kirow verbracht. 1952 wurde er wegen „Kampf gegen die Arbeiterbewegung und die Sowjetunion“ zu 25 Jahren Gefängnis verurteilt. 1954, nach dem Tode Stalins, wurde er entlassen und konnte 1959 nach Lettland zurückkehren. Dort arbeitete er bei der Lettischen Akademie der Wissenschaften. Munters veröffentlichte in der sowjetischen Presse, insbesondere in der Iswestija, Artikel, in denen er die lettischen Emigranten scharf kritisierte, die mehrheitlich vor der zweiten sowjetischen Okkupation im Herbst 1944 aus dem Land geflohen waren.
Vilhelms Munters starb am 10. Januar 1967 in Riga.